# Air Putih Baru
Air Putih Baru is een bestuurslaag in het regentschap Rejang Lebong van de provincie Bengkulu, Indonesië. Air Putih Baru telt 4290 inwoners (volkstelling 2010).